# Troubadours of Folk
Troubadours of Folk è una serie di album pubblicata dalla Rhino Records tra il 1992 ed il 1995.
Inizialmente composta da tre volumi con alcuni dei brani più rappresentativi del folk statunitense composti tra la fine degli anni 50 e la seconda metà degli anni 60 è stata integrata nel 1995 con altri due album che raccolgono brani di cantautori folk con contaminazioni rock degli anni 70 e 80.

## Tracce

### Volume 1[1]
1. This Land Is My Land  - Woody Guthrie - 2:32
2. Silver Dagger  - Joan Baez - 2:32
3. Tomorrow Is a Long Time  - Ian & Sylvia - 3:20
4. Violets of Dawn  - Eric Andersen  - 3:50
5. John Henry  - Odetta - 3:11
6. Reno, Nevada  - Richard & Mimi Fariña - 3:10
7. Four in the Morning  - Jesse Colin Young - 3:26
8. Wasn't That a Mighty Storm  - Eric Von Schmidt - 4:42
9. The Universal Soldier  - Buffy Sainte-Marie - 2:18
10. Cocaine Blues  - Dave Van Ronk  - 4:20
11. Morning Dew  - Bonnie Dobson - 4:30
12. San Francisco Bay Blues  - Ramblin' Jack Elliott - 1:59
13. I'll Fly Away'  - Carolyn Hester - 2:52
14. Well, Well, Well - live - Bob Gibson & Hamilton Camp con Dick Rosmini & Herb Brown - 3:38
15. Mean Old Frisco  - John Hammond - 3:20
16. The First Time Ever I Saw Your Face  - Ewan MacColl & Peggy Seeger - 2:38
17. Mr. Spaceman  - The Holy Modal Rounders - 1:55
18. Catch the Wind  - Donovan - 2:54

### Volume 2[2]
1. Turn! Turn! Turn! - To Everything There Is a Season - Pete Seeger - 3:11
2. Get Together - Hamilton Camp - 4:02
3. The Circle Game - Tom Rush - 5:15
4. Both Sides, Now - Joni Mitchell - 4:35
5. Other Side to This Life - Fred Neil - 2:58
6. High Flying Bird - Judy Henske - 2:58
7. Tear Down the Walls - Martin & Neil - 2:38
8. Who Knows Where the Time Goes - Judy Collins - 4:49
9. Ramblin' Boy - Tom Paxton - 4:02
10. Winken, Blinken and Nod - The Simon Sisters - 2:12
11. Reason to Believe - Tim Hardin - 2:02
12. There but for Fortune - Phil Ochs - 2:55
13. Changes - Jim & Jean - 3:53
14. Follow - Richie Havens - 6:21
15. Take a Giant Step - Taj Mahal - 4:17
16. 500 Miles - Hedy West - 2:56
17. Don't You Leave Me Here - Jim Kweskin & the Jug Band - 2:37
18. Once I Was - Tim Buckley - 3:23

### Volume 3 (The Groups)[3]
1. Goodnight Irene - The Weavers  - 3:48
2. Tom Dooley - The Kingston Trio - 3:05
3. Hard Ain't It Hard - The Limeliters - 2:47
4. The Bells - The Modern Folk Quartet - 3:54
5. Walk Right In - The Rooftop Singers - 2:36
6. Gotta Travel On - Au Go Go Singers - 2:31
7. Stewball - The Greenbriar Boys - 2:34
8. I'll Roll in My Sweet Baby's Arms - The New Lost City Ramblers - 2:57
9. Michael - The Highwaymen - 2:46
10. Take Your Fingers Off It - The Even Dozen Jug Band - 2:26
11. Greenfields - The Brothers Four - 3:05
12. Silver Threads and Golden Needles - The Springfields - 2:15
13. The Banana Boat Song - Tarriers - 3:01
14. Green, Green - The New Christy Minstrels - 2:11
15. River Come Down - The Journeymen - 2:48
16. Linin' Track - Spider John Koerner, Dave Ray & Tony "Little Sun" Glover - 2:19
17. Rider - The Big Three - 2:35
18. Mobile Line - Jim Kweskin & the Jug Band - 3:27

### Volume 4 (Singer-Songwriters of the 1970's)[4]
1. Country Road – James Taylor – 3:24
2. City of New Orleans – Steve Goodman – 3:53
3. Diamonds & Rust – Joan Baez – 4:44
4. Yankee Lady – Jesse Winchester – 4:03
5. Heart Like a Wheel – (scritta da Kate McGarrigle) Kate ed Anna McGarrigle  – 3:12
6. Mr. Bojangles – (scritta da Jerry Jeff Walker) - Nitty Gritty Dirt Band  – 3:38
7. Old Friend – Loudon Wainwright III – 2:59
8. Lady-O – Judee Sill – 3:15
9. Vincent – Don McLean – 4:06
10. From Me to You – Janis Ian – 3:22
11. Taxi – Harry Chapin – 6:45
12. Angel from Montgomery – John Prine – 3:47
13. Rock, Salt and Nails – Rosalie Sorrels – 4:19
14. Hobo's Lullaby – Arlo Guthrie  – 3:59
15. Poetry Man – Phoebe Snow – 4:38
16. She's a Lady – John Sebastian – 1:47
17. The Lilac and the Apple – Kate Wolf – 2:42
18. Pancho and Lefty – Townes Van Zandt – 3:42

### Volume 5 (Troubadours of Folk, Vol. 5: Singer-Songwriters of the 1980s)[5]
1. What Kinda Guy? – Steve Forbert
2. Mary Hooley – Phranc
3. Daylight (scritta da Tom Goodkind) – The Washington Squares
4. Marlene on The Wall – Suzanne Vega
5. Walk in the Woods – Peter Case
6. On the Road to Fairfax County (scritta da David Massengill) – The Roches
7. Behind the Cathedral – Willie Nile
8. Help Save the Youth of America – Billy Bragg
9. The Healing Hymn – The Shakers
10. Pearly Blues – Roger Manning
11. Boogieman – Victoria Williams
12. Down in the Milltown – John Gorka
13. Stranded – Shawn Colvin
14. Bastard Son – John Wesley Harding
15. Love at the Five and Dime – Nanci Griffith
16. Shipwrecked at the Stable Door – Bruce Cockburn
17. Rags of Flowers - John & Mary
18. Passionate Kisses – Lucinda Williams